# Novi tigri Tamila
Novi tigri Tamila (angleško Tamil New Tigers, kratica TNT) je nekdanja tamilska teroristična skupina, ki je bila ustanovljena 22. maja 1972 z namenom borbe za ustanovitev neodvisne države Tamilski Ealam na tamilskem delu Šrilanke. Z ustanovitvijo Osvobodilnih tigrov Tamilskega Eelama je bila skupina vključena v novo organizacijo, s čimer je prenehala obstajati.
Njen največji uspeh je bil atentat na Alfreda Duraiappaha, župana Jaffne.